# 佐々木嘉太郎 (初代)
初代佐々木 嘉太郎（ささき かたろう、旧姓・中村、1841年8月1日〈天保12年6月15日〉 - 1914年〈大正3年〉12月3日）は、日本の商人（呉服商）、実業家、政治家（貴族院多額納税者議員）、青森県の大地主、青森県多額納税者。五所川原銀行頭取。族籍は青森県平民。勲四等。

## 経歴
陸奥国津軽郡金木村（現青森県五所川原市）の農家に生まれた。中村半治郎の長男。12歳のときに五所川原の呉服商に丁稚奉公。佐々木喜太郎の養子となった。1867年に分家し、一家を創立した。分家した嘉太郎が木綿と雑貨を扱うことにした店の屋号は「又古」だった。
1889年以降、北津軽郡会議員、県税調査委員等を務めた。1895年、津軽鉄道の設立に参画した。1897年、五所川原銀行を創業した。1904年9月29日、多額納税者として貴族院議員に選出され、1906年10月10日に辞職した。
架橋工事や鉄道敷設事業などでも活躍。1914年12月3日に死去。

## 人物
「布屋嘉太郎」から「布嘉」と呼ばれるようになった。一代にして巨万の富を築いた。直接国税総納額は、1890年出版の『帝国議会議員選挙者名鑑』によると「1658円8銭9厘」、1898年出版の『全国多額納税者互選名鑑』によると「2193円96銭5厘」である。住所は青森県北津軽郡五所川原町。

## 家族・親族
佐々木家
- 養父・喜太郎[2][8]
- 義兄・喜太郎
- 妻・たけ（1848年 - ?、養父・喜太郎の五女）[8]
- 長女・りせ（1864年 - ?）[2][8]
- 養孫・直代（1884年 - ?、孫・ちよの夫、飛島松太郎の弟）[8]
- 孫
  - 二代嘉太郎[14]（1879年 - 1961年、長女・りせの長男[2]、妻・すゑは平山雄太郎の四女[2]、平山為之助の妹[8]、前名・嘉造[14]、呉服商[9]）
  - ちよ（1883年 - ?、養孫・直代の妻、長女・りせの三女）[8]
  - 哲造（1886年 - ?、長女・りせの三男、妻・キヨは加島長兵衛の二女）[8]
  - 彦造（1895年 - ?、長女・りせの四男）[8]
- 曽孫・彰造（1902年 - ?）[8]
- 玄孫 ・誠造(妻は子爵 松平親義の孫)
- 甥・亀吉（1875年 - ?、養弟・峰五郎の長男、分家）[8]
- 兄・伝蔵 (伝蔵孫 伝一郎の妻は貴族院多額納税者議員平山浪三郎娘、曾孫は、五所川原市長佐々木栄造)[15]

親戚
- 平山為之助[8]（五所川原銀行頭取、津軽鉄道社長）